# 성 럼볼트 대성당

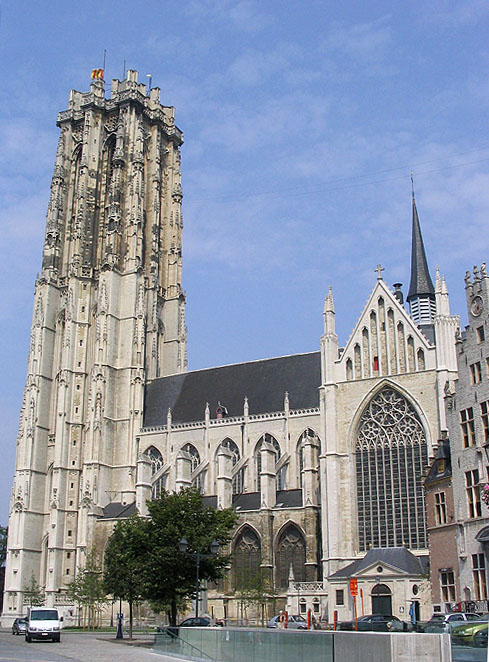

성 럼볼트 대성당(네덜란드어: Sint-Romboutskathedraal, 프랑스어: Cathédrale Saint-Rombaut)은 벨기에 메헬렌에 있는 로마 카톨릭 대주교 대성당으로 근처에 수도원을 세운 기독교 선교사이자 순교자인 성 럼볼트에게 헌정되었다. 그의 유해는 대성당 안에 묻혀 있다는 소문이 있다. 성 럼볼트의 것으로 영예를 받고 복고풍 합창단의 성지에 보관된 유물에 대한 최첨단 조사에 따르면 수명은 약 40년이고 사망 날짜는 580년에서 655년 사이인 반면, 전승에 따르면 서기 775년이라고 주장된다.
1999년에 대성당의 탑은 건축학적 가치와 망루와 같은 시민의 의무에 대한 중요성을 인정받아 벨기에와 프랑스의 종루의 일부로 유네스코 세계유산 목록에 등재되었다.